# Santiago Arese
Santiago Arese (Río Cuarto, Córdoba, 15 de abril de 1987) es un baloncestista profesional argentino que habitualmente se desempeña en la posición alero, aunque también suele actuar como escolta. Actualmente es parte de la plantilla de Banda Norte de la Liga Cordobesa de Básquetbol de Argentina. 

## Trayectoria

### Clubes
| Club                     | País      | Año           |
| ------------------------ | --------- | ------------- |
| Banda Norte              | Argentina | 2005 - 2013   |
| Estudiantes Concordia    | Argentina | 2013          |
| Argentino de Junín       | Argentina | 2014          |
| 9 de Julio               | Argentina | 2014 - 2015   |
| La Unión de Colón        | Argentina | 2015 - 2016   |
| Estudiantes de Olavarría | Argentina | 2016 - 2020   |
| Olímpico                 | Argentina | 2020 - 2022   |
| Riachuelo                | Argentina | 2022 - 2024   |
| Gimnasia y Esgrima       | Argentina | 2024          |
| Comunicaciones           | Argentina | 2024-2025     |
| Banda Norte              | Argentina | 2025-presente |

## Vida privada
Santiago Arese es hermano de Nicolás Arese, un ex-baloncestista profesional. 